# 御制大诰武臣

御制大诰武臣是明朝开国皇帝朱元璋颁布的四编明大诰的最后一编。
大诰武臣写于洪武二十年（1387年）末，颁布刊行于洪武二十一年（1388年），全文共32条，辑录管军武臣之罪例，结以《敕谕武臣》告诫管军武臣。全文文笔通俗粗放，主要意图为减轻军官对下级士兵的压迫，以提升军队战斗力。